# Guardians de la nit
Guardians de la nit (japonès: 鬼滅の刃, hepburn: Kimetsu no Yaiba, lit. ‘espasa matadimonis’), és un manga escrit i il·lustrat per Koyoharu Gotōge que es va començar a serialitzar el 15 de febrer de 2016 a la revista setmanal Shūkan Shōnen Jump de l'editorial Shūeisha. Una adaptació a l'anime produïda per l'estudi Ufotable, va ser estrenada el 6 d'abril de 2019 i va finalitzar el 28 de setembre del mateix any. A la fi de l'últim episodi de l'anime es va revelar en una escena postcrèdits l'arc Mugen Ressha-hen (el tren infinit) el qual seria adaptat en format de pel·lícula i es va anomenar Els guardians de la nit: el tren infinit. Es va estrenar el 16 d'octubre de 2020 al Japó i en el seu moment es va convertir en la pel·lícula més taquillera en la història en aquest país. Una segona temporada de l'anime i continuació de la pel·lícula es va començar a emetre el mes de novembre de 2021. Una tercera temporada ha estat anunciada.
A febrer de 2021, el manga (ja complet al Japó), comptava amb 150 milions de còpies en circulació, incloent-hi còpies digitals. Això el converteix en una de les sèries de manga més venudes de tota la història.
L'anime es va començar a emetre en català el 10 d'octubre del 2022, coincidint amb l'estrena del canal SX3. La segona temporada es va emetre en català directament a Anime Box i es va estrenar el 15 d'abril de 2025. El manga es va començar a publicar en català el 28 d'octubre del 2022 per part de Norma Cómics i es va acabar de publicar el 8 de novembre de 2024, al volum 23.

## Trama
A l'Era Taisho, en Tanjiro Kamado és un noi intel·ligent amb un bon olfacte i cor que vivia amb la seva família a les muntanyes i guanyava diners venent carbó, però tot canvia quan la seva família és atacada i assassinada per un dimoni (oni). En Tanjiro i la seva germana Nezuko són els únics supervivents de l'incident, tot i que la seva germana Nezuko es converteix en un dimoni. Sorprenentment, però, encara mostra signes d'emoció i pensament humans. Després d'una trobada amb en Giyu Tomioka, un Caçadimonis, en Tanjiro és reclutat per l'Urokodaki per a convertir-se'n també en un i així comença la seva cerca per a ajudar la seva germana a tornar-se humana novament.

## Personatges
Tanjiro Kamado (竈門 炭治郎, Kamado Tanjiro)
Veu: Natsuki Hanae  (japonès), Marcel Navarro (català)
El protagonista de la sèrie, un jove amable per naturalesa amb molta determinació i que no es rendeix una vegada té una meta per a aconseguir. També té un sentit de l'olfacte molt desenvolupat. Es va convertir en un Caçadimonis després d'un llarg entrenament amb en Sakonji Urokodaki.
Nezuko Kamado (竈門 禰豆子, Kamado Nezuko)
Veu: Akari Kitō  (japonès), Irene Mirás (català)
La germana d'en Tanjiro, la segona dels sis germans Kamado, i l'única supervivent de la seva família després de l'atac d'en Muzan, encara que es va convertir en dimoni. No obstant això, reté els seus records i sentiments cap al seu germà, qui la reté dels seus impulsos demoníacs. Havent-se tornat sensible a la llum del sol, el seu germà la transporta en una caixa de fusta durant els seus viatges. Malgrat ser un dimoni, posseeix un caràcter dolç i amable; però quan es tracta de defensar als seus, no dubta en treure les urpes.
Inosuke Hashibira (嘴平 伊之助, Hashibira Inosuke)
Veu: Yoshitsugu Matsuoka  (japonès), Eduard Itchart (català)
És un Caçadimonis i company de viatge d'en Tanjiro que porta una màscara de senglar. Va viure la major part de la seva vida en el bosc on va lluitar amb animals i dimonis. La seva personalitat és semblant a la d'un animal, actua per impuls i és massa orgullós, però amb el pas del temps aprendrà que per a sobreviure no sempre cal actuar a la defensiva i que és bo rebre ajuda quan es necessita. És un espadatxí hàbil que usa dues espases per a lluitar.
Zenitsu Agatsuma (我妻 善逸, Agatsuma Zenitsu)
Veu: Hiro Shimono  (japonès), Xavier Castañer (català)
És un Caçadimonis i company de viatge d'en Tanjiro. En Zenitsu té una personalitat covarda a causa de la seva baixa autoestima, però, així i tot, desitja estar a l'altura de les expectatives dels altres, malgrat estar constantment espantat, plorant i sempre fugint. El seu sentit de l'oïda està altament desenvolupat fins al punt de poder escoltar coses que ningú més pot. Ell diu que vol viure una vida modesta on pugui ser útil per a algú. Es converteix en una persona completament diferent quan s'adorm durant una baralla.
Giyu Tomioka (冨岡 義勇, Tomioka Giyū)
Veu: Takahiro Sakurai  (japonès), Carles Lladó (català)
En Giyu és el primer Caçadimonis que va conèixer en Tanjiro. Inicialment, va tractar d'eliminar la Nezuko, però va optar per evitar-ho després de veure la tenacitat del seu germà. Abans d'anar-se'n li va aconsellar que visités en Sakonji Urokodaki. Més tard es va revelar que ell és el pilar de l'aigua.
Muzan Kibutsuji (鬼舞辻 無惨, Kibutsuji Muzan)
Veu: Toshihiko Seki  (japonès), Roger Pera (català)
L'antagonista de la sèrie i el que va transformar la Nezuko en dimoni i el que va posar fi a la vida de la família d'en Tanjiro. Viu en la societat humana fent-se passar per un ésser humà. Amb un mil·lenni d'antiguitat, és el primer dimoni i l'avantpassat de la majoria dels altres dimonis.

## Terminologia
- Dimonis (鬼, Oni) Els dimonis són criatures malvades que s'alimenten principalment de carn humana. En Muzan Kibutsuji seria el primer dimoni i, amb la seva sang, pot convertir els humans en dimonis. Poden canviar l'estructura del seu cos a voluntat, curar les seves ferides ràpidament i posseeixen força i agilitat sobrehumana. Només es poden matar en exposar-los a la llum del sol o si es decapiten amb una espasa Nichirinto.

- Dotze llunes demoníaques (十二鬼月, Jūni kizuki) Són els dotze dimonis més poderosos sota el comandament d'en Muzan Kibutsuji. Es divideixen en dos grups, llunes superiors i llunes inferiors, el nivell i el número de les quals està marcat en els seus ulls.

- Legió dels caçadimonis (鬼殺隊, Ki-satsutai) És una organització, la missió de la qual és protegir la humanitat dels dimonis, així com als guerrers que la componen. Ha existit durant molt de temps (Al doblatge català de la pel·lícula s'anomena Cos de matadimonis)

- Pilars (柱, Hashira) Són els nou espadatxins més poderosos entre els caçadors de dimonis, els quals són: en Giyu Tomioka, Pilar de l'Aigua; la Shinobu Kocho, Pilar de l'Insecte; en Kyojuro Rengoku, Pilar de les Flames; la Mitsuri Kanroji, Pilar de l'Amor; l'Obanai Iguro, Pilar de la Serp; en Sanemi Shinazugawa, Pilar del Vent; en Gyomei Himejima, Pilar de la Roca; en Tengen Uzui, Pilar del So i en Muichiro Tokito, Pilar de la Boira.

## Producció
Després que el manga de Gotouge, Haeniwa no Zigzag, publicat a la Weekly Shōnen Jump el 2015, no es va convertís en un treball serialitzat, Tatsuhiko Katayama, el seu primer editor, li va suggerir que comencés una sèrie amb un "tema fàcil d'entendre". El treball de debut, Kagarigari, es convertiria en la base d'un esborrany inicial, titulat Kisatsu no Nagare (鬼殺の流れ), ja que tenia conceptes com espases i dimonis, que serien familiars per al públic japonès. No obstant això, a causa del seu to seriós, la manca d'alleujament del còmic i la història fosca, aquest esborrany no va ser acceptat per a la serialització, així que Katayama va demanar-li que intentés escriure un personatge més brillant i normal en el mateix escenari. El títol original era Kisatsu no Yaiba (鬼殺の刃), però van sentir que el caràcter "satsu" (殺, lit. matar) del títol era massa obert. Encara que és una paraula inventada, "kimetsu" (鬼滅) semblava fàcil d'entendre, així que Gotouge va pensar que seria interessant abreujar el títol de la sèrie d'aquesta manera; la paraula "yaiba" (刃, lit. fulla) implica una espasa japonesa. Segons Gotouge, les tres grans influències de la sèrie són: JoJo's Bizarre Adventure, Naruto i Bleach. Tatsuhiko Katayama, un editor del manga Guardians de la nit, ha dit en entrevistes que Tanjiro, pèl-roig i cara de cicatriu, es va inspirar en Rurouni Kenshin, un manga dels anys 90 sobre un espadatxí dibuixat de la mateixa manera, Himura Kenshin.

## Contingut de l'obra

### Manga
Escrit i il·lustrat per Koyoharu Gotōge, Guardians de la nit va començar la seva serialització en l'edició #11 del 2016 del setmanari Shōnen Jump de Shūeisha el 15 de febrer de 2016. Es va publicar una història paral·lela per al manga en el primer número de Shonen Jump GIGA el 20 de juliol de 2016. Shūeisha va començar a llançar simultàniament la sèrie en castellà en el servei Manga Plus el gener de 2019.
Va finalitzar el 15 de maig de 2020 amb la publicació del capítol 205 a la revista setmanal Shōnen Jump de Shūeisha. Se n'han publicat un total de 23 volums (l'últim va sortir el desembre del 2020).
Norma Editorial va publicar el primer volum en castellà per Espanya el 8 de març de 2019, i el primer volum es va començar a publicar en català també per la mateixa editorial el 28 d'octubre del 2022. L'últim volum es va publicar el 8 de novembre de 2024.

### Anime
L'adaptació a sèrie d'anime per l'estudi Ufotable va ser anunciada en el número 27 de la revista Shūkan Shōnen Jump el 4 de juny de 2018. La sèrie es va emetre el 6 d'abril el 28 de setembre de 2019 a Tòquio MX, GTV, GYT, BS11 i altres canals. L'anime va ser dirigit per Haruo Sotozaki, amb guions del personal d'Ufotable, música de Yuki Kajiura i Go Shiina, i disseny de personatges d'Akira Matsushima. El tema d'obertura és «Gurenge» (紅蓮華) de LiSA, mentre que el tema de tancament és «from the edge» (フロム・ジ・エッジ, Furomu ji ejji) de FictionJunction i LiSA. El tema de tancament de l'episodi 19 és De Go Shiina amb Nami Nakagawa. Va ser emès en streaming per Crunchyroll, Hulu i Funimation Now. AnimeLab va transmetre simultàniament la sèrie a Austràlia i Nova Zelanda.
L'anime es va començar a emetre en català el 10 d'octubre del 2022, coincidint amb la renovació del canal SX3, tot i que només en va emetre una temporada. També va tenir reemissions. El desembre de 2024 però, Selecta Visión va anunciar que portaria la segona temporada doblada al català. Finalment, la segona temporada es va estrenar a la plataforma Anime Box el 15 d'abril de 2025, però només la segona part.

### Pel·lícula
El 28 de setembre de 2019, immediatament després de l'emissió de l'episodi 26, es va anunciar una pel·lícula d'anime titulada originalment Kimetsu no Yaiba: Mugen Ressha-hen (鬼滅の刃無限列車編), amb el personal i l'elenc repetint els seus rols. La pel·lícula és una seqüela directa de la sèrie d'anime i cobreix els esdeveniments de l'arc de la història del "Tren infinit", capítols cinquanta-tres al seixanta-nou del manga. La pel·lícula es va estrenar al Japó el 16 d'octubre de 2020. La pel·lícula va ser distribuïda al Japó per Aniplex i Toho.
Es va estrenar als cinemes de Catalunya el 23 d'abril de 2021 amb el nom d'Els guardians de la nit: El tren infinit. També es va emetre més endavant el 2023 al canal SX3.

### Videojocs
Un joc per a mòbils titulat Kimetsu no Yaiba: Keppū Kengeki Royale (鬼滅の刃 血風剣戟ロワイアル) va ser llançat el 2020 per l'empresa Aniplex amb desenvolupament per la filial d'Aniplex Quatro A. El desembre de 2020, es va anunciar que el llançament del joc es va retardar indefinidament per millorar-ne la qualitat.
El 2020 es va anunciar un videojoc basat en la sèrie. Titulat internacionalment Demon Slayer: Kimetsu no Yaiba – The Hinokami Chronicles (鬼滅の刃 ヒノカミ血風譚, Kimetsu no Yaiba Hinokami Keppūtan), està desenvolupat per CyberConnect2 i publicat per Aniplex. El joc es va llançar per a PlayStation 4, PlayStation 5, Xbox One, Xbox Series X i Series S i Steam el 14 d'octubre de 2021 al Japó. Sega va publicar el joc a tot el món per a les mateixes plataformes el 15 d'octubre de 2021.

## Recepció

### Popularitat i impacte cultural
El 2020, la franquícia Guardians de la nit va generar uns ingressos anuals estimats per vendes de mil milions de iens (8.750 milions d'euros). El gener de 2021, es va informar que les vendes japoneses de llibres i revistes impreses van caure un 1% el 2020 en comparació amb l'any anterior, sent la caiguda anual més petita des del 2006. Aquesta petita disminució es va atribuir a un augment de la lectura al Japó a causa del la pandèmia de la COVID-19 i de l'èxit del manga Guardians de la nit i les seves publicacions relacionades. Segons CharaBiz, una base de dades per al negoci de llicències de personatges al Japó, Guardians de la nit és la franquícia més taquillera del 2020, superant altres franquícies conegudes com Anpanman, Pokémon, Mickey Mouse i Peanuts. L'arc del districte roig va tenir una mitjana de 18,43 milions d'espectadors, amb 25,5 milions per a l'episodi 10 i 25,97 milions per a l'episodi 11.

### Manga
La sèrie va ocupar el lloc 14 de l'enquesta "Còmics recomanats per als empleats de la llibreria nacional del 2017" de la llibreria en línia Honya Club. En el Kono Manga ga Sugoi de Takarajimasha!, en rànquing anual dels 20 millors mangues per a lectors masculins, la sèrie va ocupar el 19è lloc a la llista del 2018, el 6è a la llista del 2019 i el 17è a la llista del 2020. A la classificació de la primera meitat de Rakuten Kobo 2020, la sèrie va ser la primera de tots els grups demogràfics, des d'adolescents i dones fins a adults grans. L'any 2020, Gotouge va rebre el 2n premi de Noma, que reconeix aquells que han contribuït a "reinventar l'edició". L'autor va rebre el premi a causa de les vendes de la franquícia, que han impulsat tota la indústria editorial del 2019 al 2020. Va ocupar el 16è lloc, juntament amb Chainsaw Man, a "The Best Manga 2021 Kono Manga wo Yome!" rànquing per la revista Freestyle. A l'enquesta Manga Sōsenkyo 2021 de TV Asahi, en la qual 150.000 persones van votar per les 100 millors sèries de manga, Guardians de la nit va ocupar el segon lloc, només darrere de One Piece.
Artistes del manga han elogiat la sèrie; Yoshihiro Togashi va escriure un comentari d'elogi que apareix a l'obi del quart volum de la sèrie; Osamu Akimoto va escriure un comentari d'elogi que apareix a l'obi del cinquè volum de la sèrie; Takayuki Yamaguchi va elogiar la sèrie i la va recomanar a una entrevista de 2018, al voltant del moment del seu desè volum. L'autor Kinoko Nasu el va anomenar un dels seus nous treballs de manga preferits. El còmic i novel·lista Naoki Matayoshi també va elogiar la sèrie.
Els divulgadors catalans Estrada i Bernabé van incloure Guardians de la nit a la seva llista de 501 mangues incorporats al llibre 501 mangas que leer en español (Norma Editorial, 2019). Segons els autors, el manga sorprèn sobretot per la peculiar època en la qual s'ubica la història, que transcorre a l'era Taishō (1912-1925). A més, malgrat ser un "manga d'època", sorprèn de nou pel fet de no tractar-se d'un manga de temàtica samurai. Els autors conclouen que al manga «tot això li dona un punt d'originalitat interessant, especialment per al lector no japonès, que està més acostumat a un altre tipus de contextos quan parlem de shōnen». Pel que fa a l'estil, Guardians de la nit presenta «un dibuix d'acord amb les tendències shōnen de la darrera dècada que no li resta interès gràcies a escenes memorables».

#### Vendes
Guardians de la nit és una de les sèries de manga més venudes de tots els temps. A febrer de 2019, la sèrie tenia 3,5 milions de còpies en circulació a tot el món; més de 10 milions de còpies en circulació el setembre de 2019; més de 25 milions de còpies en circulació el desembre de 2019; i més de 40 milions de còpies en circulació al febrer de 2020. A finals de febrer de 2020, es va revelar que la franquícia havia venut 40,3 milions de còpies, convertint-se en el cinquè manga més venut de la història d'Oricon. El 6 de maig de 2020, la franquícia va registrar més de 60 milions de còpies en circulació (incloses les còpies digitals). El 22 de maig de 2020, es va revelar que la sèrie ha venut 60,027 milions de còpies físiques d'impressió, la qual cosa la converteix en la tercera sèrie en la història d'Oricon en vendre més de 60 milions de còpies físiques d'impressió. El juliol de 2020, la franquícia va registrar més de 80 milions de còpies en circulació, incloent 71 milions de còpies físiques venudes. Amb la publicació del volum 22 el 2 d'octubre de 2020, la franquícia va registrar 100 milions de còpies en circulació, incloent-hi 90,518 milions de còpies físiques venudes, cosa que la va fer convertir-se també en la novena sèrie de Shūkan Shōnen Jump a arribar als 100 milions de còpies en circulació, després de KochiKame, El puny de l'estel del nord, Bola de Drac, JoJo's Bizarre Adventure, Slam Dunk, One Piece, Naruto i Bleach. A desembre de 2020, la sèrie va arribar a més de 120 milions de còpies en circulació (incloses les còpies digitals), incloent-hi 102,892 milions de còpies venudes, fent de Guardians de la nit la segona sèrie de manga a vendre més de 100 milions de còpies en els registres d'Oricon després de One Piece, que va aconseguir la gesta el 2012. El febrer de 2021, el manga va registrar més de 150 milions de còpies en circulació (incloses les còpies digitals).

### Premis
Guardians de la nit va ocupar el catorzè lloc a l'enquesta Nationwide Bookstore Employees' Recommended Comics of 2017 de la llibreria en línia Honya Club. Al Kono Manga ga Sugoi! de Takarajimasha va entrar al rànquing dels 20 millors manges per a lectors masculins, la sèrie va ocupar el dinovè lloc a la llista del 2018, el sisè a la llista del 2019 i el dissetè a la llista del 2020. A la classificació de la primera meitat de Rakuten Kobo 2020, la sèrie va ser la primera de tots els grups demogràfics, des d'adolescents i dones fins a adults grans. El 2020, Gotouge va rebre el segon premi Kodansha's Noma Publishing Culture Award, que reconeix aquells que han contribuït a "reinventar l'edició". Gotouge va rebre el premi a causa de les vendes de la franquícia, que han impulsat tota la indústria editorial del 2019 al 2020. Va ocupar el setze lloc, juntament amb Chainsaw Man, a "The Best Manga 2021 Kono Manga wo Yome!" rànquing per la revista Freestyle. A l'enquesta Manga Sōsenkyo 2021 de TV Asahi, on 150.000 persones van votar per les 100 millors sèries de manga, Guardians de la nit va ocupar el segon lloc, només darrere de One Piece.

#### Premis i nominacions
| Any  | Premi                                              | Categoria                   | Resultat  | Ref.    |
| ---- | -------------------------------------------------- | --------------------------- | --------- | ------- |
| 2017 | 1er Premis Còmic Tsutaya                           | Divisió d'esperança d'anime | tercer    | [ 90 ]  |
| 2018 | 18è llibre de l'any de la revista Da Vinci         | Llibre de l'any             | trentè    | [ 91 ]  |
| 2019 | 19è llibre de l'any de la revista Da Vinci         | Llibre de l'any             | Desè      | [ 92 ]  |
| 2020 | Premis BookWalker                                  | Gran premi                  | Guanyador | [ 93 ]  |
| 2020 | Premis Piccoma                                     | Categoria Lluna             | Guanyador | [ 94 ]  |
| 2020 | 20è llibre de l'any de la revista Da Vinci         | Llibre de l'any             | Guanyador | [ 95 ]  |
| 2020 | 24è Premis Cultural Tezuka Osamu                   | Premi Cultural              | Nominat   | [ 96 ]  |
| 2021 | 25è Premis Cultural Tezuka Osamu                   | Premi Cultural              | Nominat   | [ 97 ]  |
| 2021 | 25è Premis Cultural Tezuka Osamu                   | Premi especial              | Guanyador | [ 98 ]  |
| 2021 | 50è Premis de l'Associació de Dibuixants Japonesos | Gran Premi                  | Guanyador | [ 99 ]  |
| 2021 | Premis Comic Ridibooks                             | Gran Premi                  | Guanyador | [ 100 ] |
| 2021 | 21è llibre de l'any de la revista Da Vinci         | Llibre de l'any             | Guanyador | [ 101 ] |
| 2021 | 52è Premis Seiun                                   | Best Còmic                  | Nominat   | [ 102 ] |